# Gao Fengwen
Gao Fengwen (Kaiyuan, 23 novembre 1939 – Pechino, 27 ottobre 2020) è stato un calciatore e allenatore di calcio cinese, di ruolo centrocampista.

## Carriera
Guidando la Cina da commissario tecnico ha partecipato ad una edizione della Coppa d'Asia e una dei Giochi Olimpici estivi.